# براد مالوني
براد مالوني (بالإنجليزية: Brad Maloney)‏ (19 يناير 1972 في أستراليا - ) هو لاعب كرة قدم أسترالي في مركز الوسط، شارك في الألعاب الأولمبية الصيفية 1992. وشارك مع منتخب أستراليا تحت 20 سنة لكرة القدم ومنتخب أستراليا الوطني لكرة القدم تحت 23 سنة ومنتخب أستراليا لكرة القدم ومنتخب ماليزيا لكرة القدم. أما مع النوادي، فقد لعب مع سيدني تايغرز وغوانغجو إفرغراند تاوباو وماركوني ستاليونز ونادي برث غلوري ونادي سيدني أوليمبيك وباراماتا باور ‏ ونيوكاسل بريكرز.

## وصلات خارجية
- براد مالوني على موقع قاعدة بيانات كرة القدم.إي يو (الإنجليزية)
- براد مالوني على موقع ناشيونال فوتبول تيمز (الإنجليزية)
- براد مالوني على موقع أوليمبيديا (الإنجليزية)